# Anoda pedunculosa
Anoda pedunculosa är en malvaväxtart som beskrevs av Hochr. Anoda pedunculosa ingår i släktet glansmalvor, och familjen malvaväxter. Inga underarter finns listade i Catalogue of Life.